# Horacio Ameli Chitaroni
Horacio Andrés Ameli (9 de juliol de 1974) és un exfutbolista argentí, que ocupava la posició de defensa.

## Trajectòria
Inicia la seua carrera professional el 1994, defensant Colón. Dos anys després recala al Rayo Vallecano, de la primera divisió espanyola.
Retorna al seu país el 1998, al fitxar per San Lorenzo. El 2002 marxa a la competició brasilera, on milita a Internacional i São Paulo. El 2003 fitxa per CA River Plate.
Posteriorment, torna a eixir del seu país per recalar al Club América mexicà. Es retira el 2006, després d'haver disputat el darrer any de nou a Colón.